# Everyday Madness
Everyday Madness to szwedzki zespół grający cięższą odmianę hardcore punka – crust punk. Zespół wydał dotychczas jeden album Preaching To The Converted w Bad Taste Records. W skład zespołu wchodzą członkowie Satanic Surfers oraz Intensity. Utwory zespołu ukazywały się na kompilacjach This Is Bad Taste.

## Dyskografia
- Preaching To The Converted (1997)